# Delphacodes dissipata
Delphacodes dissipata är en insektsart som först beskrevs av Frederick Arthur Godfrey Muir 1926.  Delphacodes dissipata ingår i släktet Delphacodes och familjen sporrstritar. Inga underarter finns listade i Catalogue of Life.